# Powderfinger

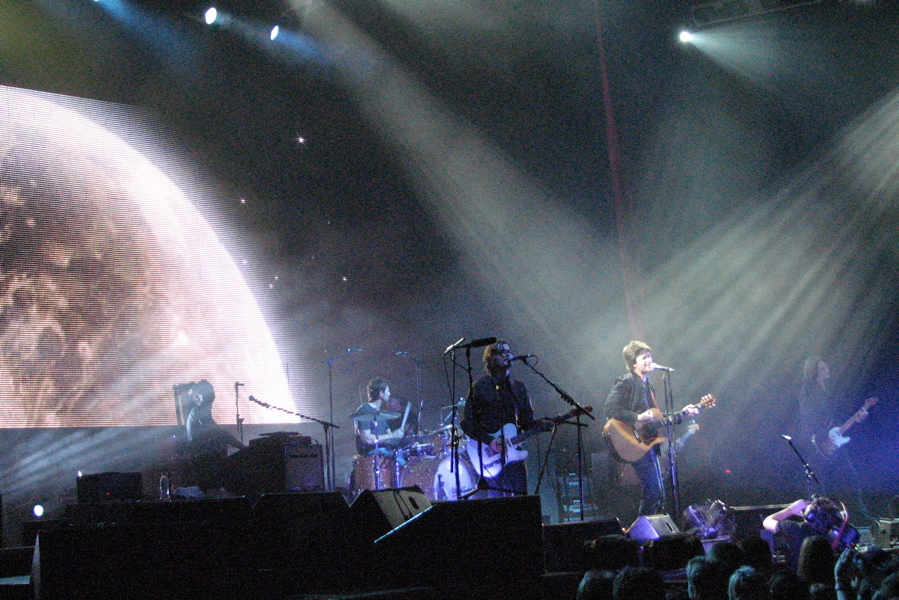
Powderfinger - Viver concerto em ano 2014

Powderfinger foi uma banda de rock australiana formada em Brisbane em 1989. De 1992 até sua dissolução, a formação da banda consistia no vocalista Bernard Fanning, os guitarristas Darren Middleton e Ian Haug, o baixista John Collins, e o baterista Jon Coghill.
Powderfinger tornou-se um sucesso comercial com o seu terceiro álbum de estúdio Internationalist em 1998.O sucesso continuou com vários singles e premiados trabalhos, ganhando um total de 18 ARIA Awards (o principal prêmio musical da Austrália), tornando-os a banda mais premiada da premiação junto com o Silverchair.Numerosos álbuns do Powderfinger atingiram platina múltipla em vendas na Austrália, bem como 5 álbuns no topo de vendas semanais nas paradas musicais da Austrália, o Aria Charts. Odyssey Number Five, o álbum mais bem sucedido do Powderfinger, lançado no ano de 2000, ganhou oito certificações de platina e cinco prêmios Aria Awards, inclusive álbum do ano, além de ter sido colocado como o melhor álbum australiano de todos os tempos da rádio australiana Tripple J. Outros dois álbuns do Powderfinger, Internationalist(1998) e Vulture Street(2003), ganharam o prêmio de álbum do ano.
Após o lançamento de seu primeiro DVD, These Days: Live in Concert e o lançamento de um "Best Of", o Powderfinger anunciou um hiato em 2005.O grupo anúnciou uma turnê de dois meses de duração em todo o país com o Silverchair intitulada Across the Great Divide, seguido do lançamento de seu sexto álbum de estúdio, Dream Days at the Hotel Existence, em junho de 2007.
Powderfinger estava ativamente envolvido em causas filantrópicas. Em 2005, eles se apresentaram em um concerto WaveAid em Sydney, para ajudar a levantar fundos para as áreas afetadas pelo terremoto de 2004 no Oceano Índico. Outra performance na Ópera de Sydney em outubro de 2007 levantou fundos para vítimas de câncer de mama e suas famílias.O objetivo de sua recente turnê Across the Great Divide era promover os esforços de reconciliação da Austrália, e promover a consciência da diferença da expectativa de vida entre crianças indígenas e não-indígenas.
Na manhã de sexta-feira 9 de abril de 2010, o Powderfinger anunciou em conferência de imprensa que estaria terminando, após a sua "Sunsets" tour.
Em 13 de Novembro de 2010, o Powderfinger fez seu último show como uma banda, significando a sua partida e o término da banda.

## História

### Formação
Powderfinger foi formada em 1989 pelo vocalista e guitarrista Ian  Haug, o baixista John Collins e o baterista Steven Bishop, que pegou o nome "Powderfinger" de uma música de Neil Young com o mesmo nome.Antes da formação da banda, os membros todos tinham tocado em outras bandas de Brisbane. A banda mais tarde procurou um segundo guitarrista, Bernard Fanning, que Haug havia conhecido em uma classe da universidade. Fanning assumiu o papel de vocalista, e ao mesmo tempo Jon Coghill se juntou à banda, substituindo Bishop. A mudança de formação final veio com a adição do guitarrista Darren Middleton para a banda. O grupo foi constituído por Fanning, Collins, Haug, Middleton e Coghill e permaneceu assim desde 1992.
O Powderfinger tocou inicialmente versões cover de canções de outros artistas, mas gradualmente desenvolveu-se a escrever e executar seu próprio material. Tocando um show de Heavy Metal em Newcastle, em 1990, o Powderfinger foi vaiado no palco. Em 1992, o grupo auto-financiou uma gravação de suas primeiras obras, e lançou-os como um EP de auto-intitulado, mais conhecido como o "EP azul". O EP tornou-se bem sucedida e fez o grupo assinar com a Polydor Records. Após o seu lançamento em em 1993, o segundo EP da banda, Transfusion, atingiu o 1 º lugar nas paradas ARIA de álbuns alternativos, tirando da posição o single do Nirvana, "Heart Shaped Box". O grupo gravou seu primeiro vídeo musical para a faixa do EP, "Reap What You Sow". Foi dirigido por David Barker, que passou a dirigir os próximos sete vídeos para o grupo.

### Primeiros Álbuns
Powderfinger lançou seu primeiro álbum de estúdio, Parables for Wooden Ears pela gravadora Polydor em 18 de julho de 1994. O álbum, que Fanning descreve como a banda "dias negros", recebeu limitada cobertura de rádio.Após o lançamento, a banda excursionou muito, aparecendo nos festivais de música Livid e Homebake, incluindo uma aparição mo maior festival de música da Austrália, o Big Day Out, em 1994.Três singles foram lançados do álbum: "Tail", "Grave Concern", e "Save Your Skin". Após o lançamento do álbum, e a pequena recepção, o grupo gravou e lançou outro EP, intitulado Sr. Kneebone, em 1995.
A banda lançou o grande sucesso "Double Allergic" em 2 de setembro de 1996. Este, seu segundo álbum, alcançou o status de dupla platina na Austrália. Quatro singles foram lançados do álbum: "Pick You Up", "DAF", "Living Type" e "Take Me In". 
"Take Me In" foi lançado como um único vídeo com vários vídeos de outras músicas do grupo. "Double Allergic" estreou como número 7 nas paradas australianas e permaneceu no top 20 por sete semanas. Um revisor para FasterLouder, um site de critica musical, comentou que "quando Double Allergic foi lançado em 1996, mostrou que a banda estava aqui para ficar para tornar-se, sem dúvida, uma das melhores da década".

### Sucesso no público e aclamação da critica
Em setembro de 1998, Powderfinger lançou Internationalist, o seu terceiro álbum de estúdio. É o álbum que levou o Powderfinger a uma posição de destaque no cenário musical australiano, atingindo o número 1 nas paradas e passando 100 semanas no ARIA Albums Chart. O álbum, que vendeu mais de 280.000 cópias e foi mais de cinco vezes platina no mercado interno, alcançou o público europeu pela primeira vez. Internationalist foi o primeiro álbum do Powderfinger a ganhar prêmios no ARIA Music Awards. Em 1999, ganhou os prêmios de "Álbum do Ano", "Melhor Álbum de Rock" e "Melhor Arte da Capa" e "The Day you Come" ganhou "Single do Ano" no ARIA Music Awards. "Passenger", que estava entre os singles lançados do álbum, também foi indicado a três prêmios ARIA em 2000.
A banda recebeu muitos elogios e boas criticas por suas opiniões políticas em várias faixas do Internationalist. Em uma entrevista com Benedict Watts, o guitarrista Ian Haug disse que as mensagens políticas em "The Day You Come" não eram algo que eles estavam apenas lançando, mas era algo que viam como uma responsabilidade.
Odyssey Number Five, foi lançado em setembro de 2000, logo depois que eles foram convidados a escrever músicas para as trilhas sonoras de dois filmes, Two Hands e Missão: Impossível II. A música "These Days" foi escrito para "Two Hands" e "My Kind of Scene" foi escrito para a Missão: Impossível II. Odyssey Number Five foi o álbum mais bem sucedido Powderfinger até à data, vendendo 560.000 cópias só na Austrália. "My Kind of Scene" também foi lançada como um single do álbum, assim como "My Happiness", "Like a Dog", "The Metre" e "Waiting for the Sun". O Single "My Happiness" atingiu a posição 4# no ARIA Single Charts, 22# no top Modern Rock Tracks nos EUA e a posição 29# na parada de singles do Reino Unido, sendo até hoje o single mais bem sucedido da banda.O álbum atingiu a posição 1# em vendas de álbum na Austrália e 15# na Nova Zelândia.
Odyssey Number Five ganhou "Álbum do Ano", "Álbum mais vendido ", "Melhor Álbum de Rock ", "Melhor Arte da Capa" e "Melhor Grupo" no ARIA Awards em 2001." My Happiness também ganhou "Single do ano", e outras músicas foram nomeados para ARIA Awards em várias outras categorias.
Muitas canções desta época do Powderfinger foram classificados na lista da rádio australiana Triple J Hot 100 de melhores singles do ano. "These Days", "Already Gone", "Good-Day Ray" e "Passenger" foram classificados em 1999.Na lista de 2000, "My Happiness" ficou na posição 1# e "My Kind of Scene" na posição 3#.
Em 2009, "These Days" foi eleito o número 21 e "My Happiness" número 27 no "Triple J Hottest 100" de melhores singles de todos os tempos, fazendo deles a banda mais bem sucedida da tabela.
Em 2011 o álbum foi eleito o melhor álbum de todos os tempos pela rádio Tripple J.
O álbum também ficou na posição 43# na lista "100 Best Australian Albums" em outubro de 2010.

## Integrantes
- Bernard Fanning - Vocais
- Darren Middleton - Guitarra
- Ian Haug - Guitarra
- John Collins - Baixo
- Jon Coghill - Bateria

### Ex-Integrantes
- Steven Bishop - Bateria

## Discografia
- 1994: Parables for Wooden Ears
- 1996: Double Allergic
- 1998: Internationalist
- 2000: Odyssey Number Five
- 2003: Vulture Street
- 2007: Dream Days at the Hotel Existence
- 2009: Golden Rule